# Liste der Anime-Titel/Q

## Q
| Name                                                     | Alternative Namen                                                                                          | Veröffentlichungsjahr | Studio(s)                |
| -------------------------------------------------------- | --- | --------------------- | ------------------------ |
| Qualidea Code (12 Folgen)                                | クオリディア・コード, Kuoridia Kōdo                                                                        | 2016 als Fernsehserie | A-1 Pictures             |
| Queen Emeraldas (4 Folgen)                               | クィーン・エメラルダス                                                                                     | 1998 als OVA          | Oriental Light and Magic |
| Queen’s Blade: Rurō no Senshi (12 Folgen)                | クイーンズブレイド 流浪の戦士, Kuīnzu Bureido: Rurō no Senshi                                              | 2009 als Fernsehserie | Arms                     |
| ↳ Queen’s Blade: Gyokuza o Tsugumono (12 Folgen)         | クイーンズブレイド 玉座を継ぐ者, Kuīnzu Bureido: Gyokuza o Tsugumono                                       | 2009 als Fernsehserie | Arms                     |
| ↳ Queen’s Blade: Utsukushiki Tōshi-tachi (6 Folgen)      | クイーンズブレイド 美しき闘士たち, Kuīnzu Bureido: Utsukushiki Tōshi-tachi                                 | 2010 als OVA          | Arms                     |
| ↳ Queen’s Blade Premium Visual Book (2 Folgen)           | クイーンズブレイド プレミアムビジュアルブック, Kuīnzu Bureido: Puremiamu Bijuaru Bukku                     | 2011 als OVA          | Arms                     |
| ↳ Queen’s Blade Rebellion Premium Visual Book (2 Folgen) | クイーンズブレイド リベリオン プレミアムビジュアルブック, Kuīnzu Bureido Riberion: Puremiamu Bijuaru Bukku | 2012 als OVA          | Arms                     |
| ↳ Queen’s Blade Rebellion (12 Folgen)                    | クイーンズブレイド リベリオン, Kuīnzu Bureido: Reberion                                                    | 2012 als Fernsehserie | Arms                     |